# Nathalie Descamps
Nathalie Descamps (Bilzen, 5 januari 1983) is een Belgisch voormalig badmintonster.

## Levensloop
Descamps kwam ik contact met badminton op vier- à vijfjarige leeftijd. Vanaf haar twaalfde nam ze deel aan klassementstornooien. Ze liep school aan de topsportschool te Mortsel.
Ze werd in totaal 17 keer Belgisch kampioene. Vijfmaal individueel (2004-2009) en zesmaal in de 'dubbel gemengd' met Wouter Claes (2005-2010). Ook won ze vijfmaal het BK bij de 'dames dubbel'. Tweemaal met Veerle Rakels (2002 en 2003) en telkens eenmaal met Katrien Claes (2005), Sofie Robbrecht (2006) en Sabine Devooght (2007). Daarnaast behaalde ze, samen met Wouter Claes, in 2010 als eerste Belg ooit eremetaal op de Europese kampioenschappen badminton. Ze behaalden er brons.
Na haar internationale carrière was ze even trainer op de topsportschool badminton in Wilrijk, ze zette dit aan de kant in september 2019 en werd kinesist.  